# Cour du Chapitre cathédral de Reims
La  cour du Chapitre cathédral de Reims  est une place de la commune de Reims, dans le département de la Marne, en région Grand Est.

## Situation et accès
Elle est pavée et forme un cul-de-sac pour les voitures. Elle donne depuis la porte du Chapitre vers le portail nord de la cathédrale.

## Origine du nom
C'est une ancienne partie du chapitre cathédral des chanoines de Reims.

## Historique
Elle ouvre par sa partie nord sur la rue Carnot (Reims) où se logeaient des bâtiments de la boulangerie, le tribunal du chapitre des moines, la prison, la salle de cours du chœur des chanteurs. Ainsi que l'église Saint-Michel. Au sud elle ouvrait sur la porte précsiosa de la cathédrale.

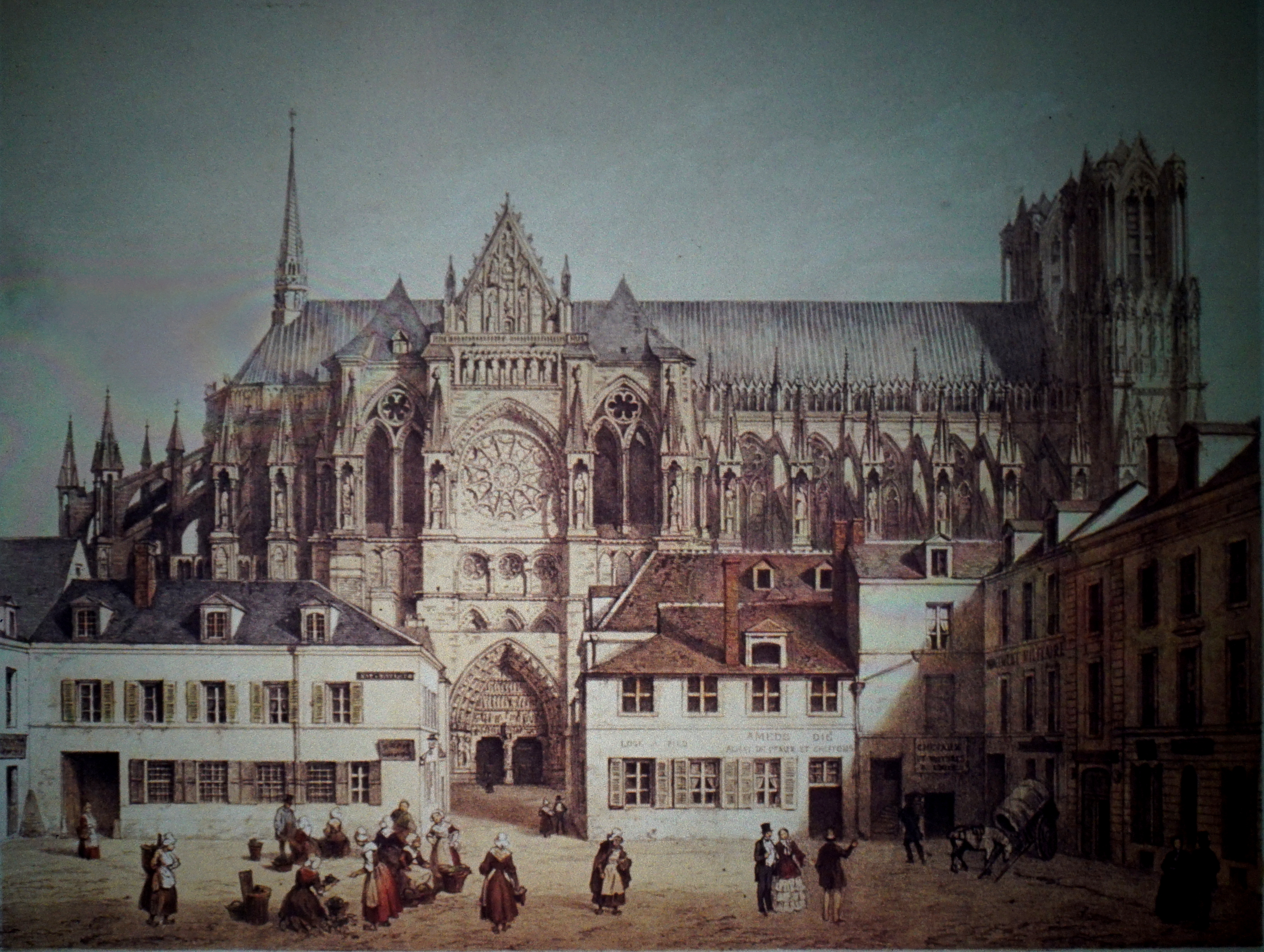
La cour du chapitre en 1823,
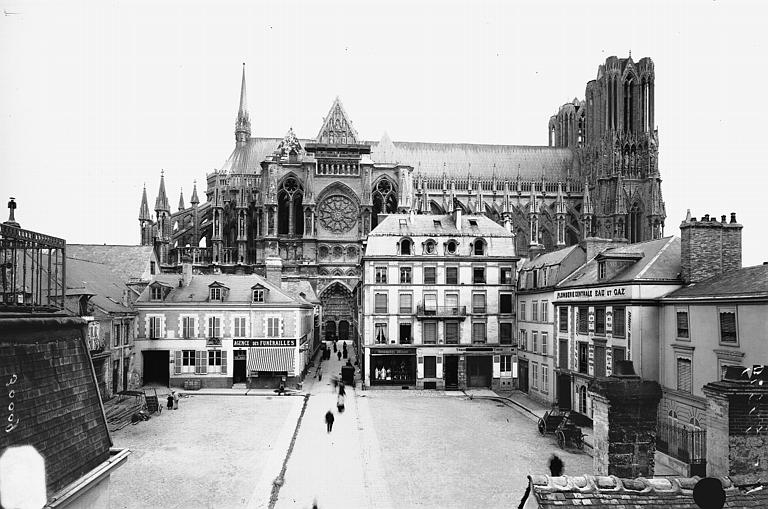
en 1899,
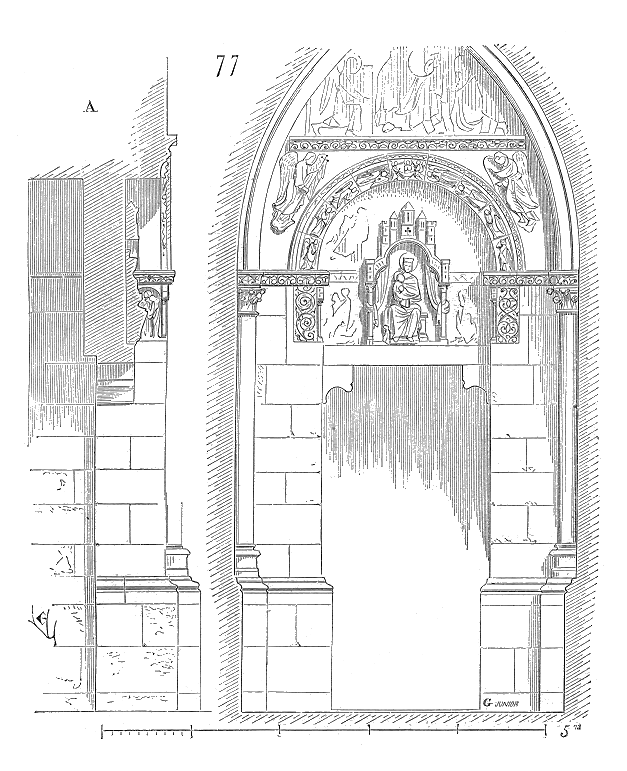
La preciosa par Viollet-le-Duc,
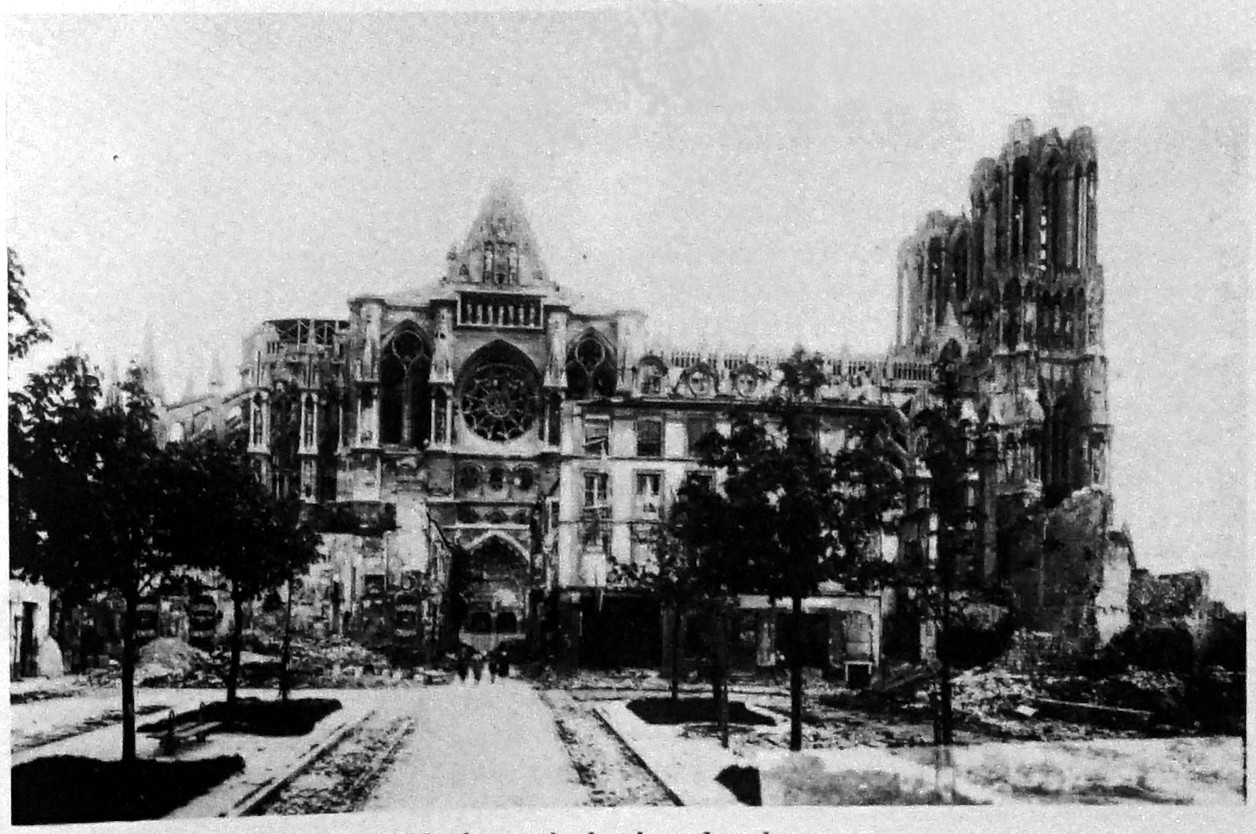
au sortir de la Grande Guerre.

## Bâtiments remarquables et lieux de mémoire

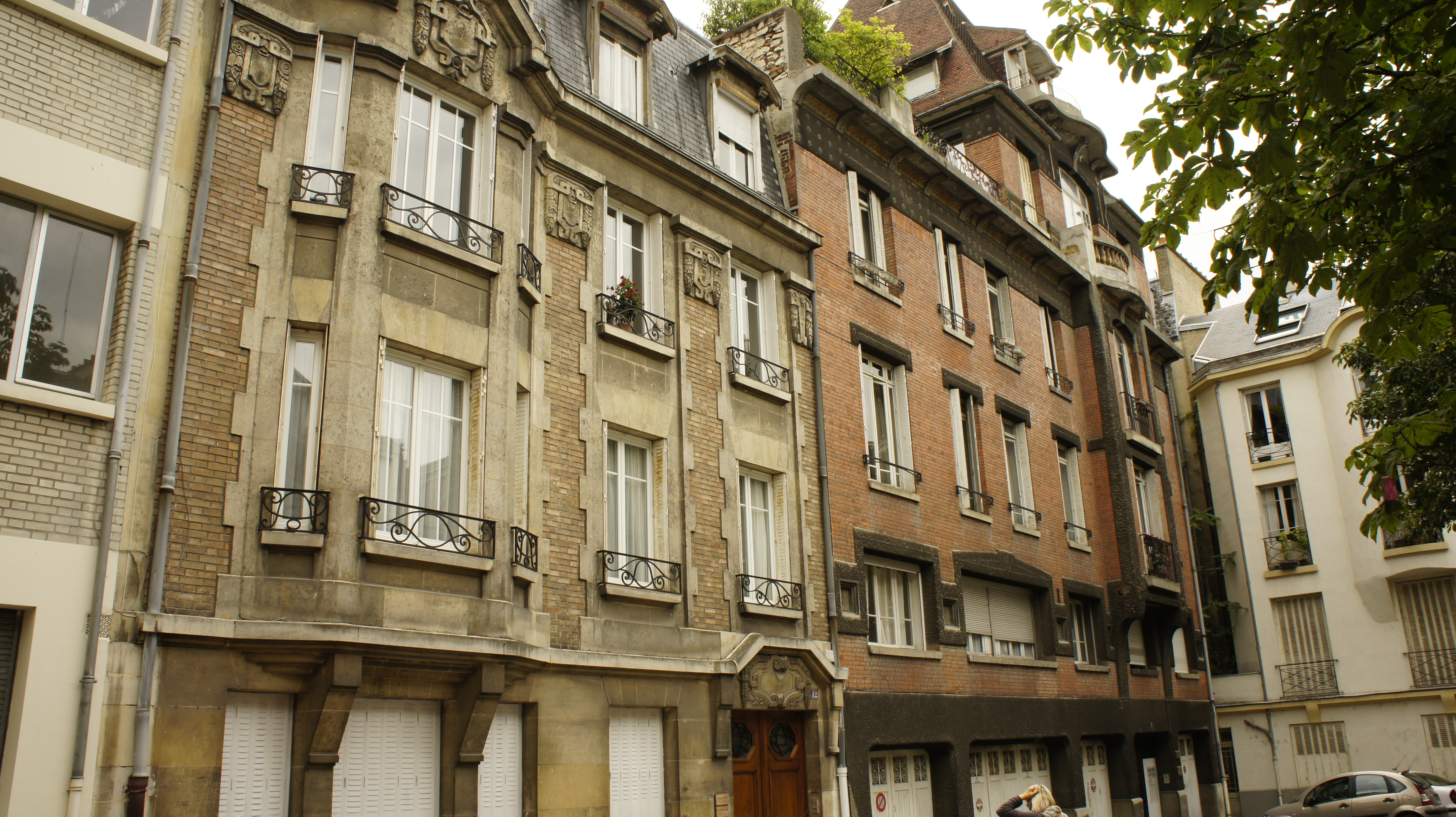
Deux maisons de la cour, le 8, au fond est de Max Sainsaulieu.
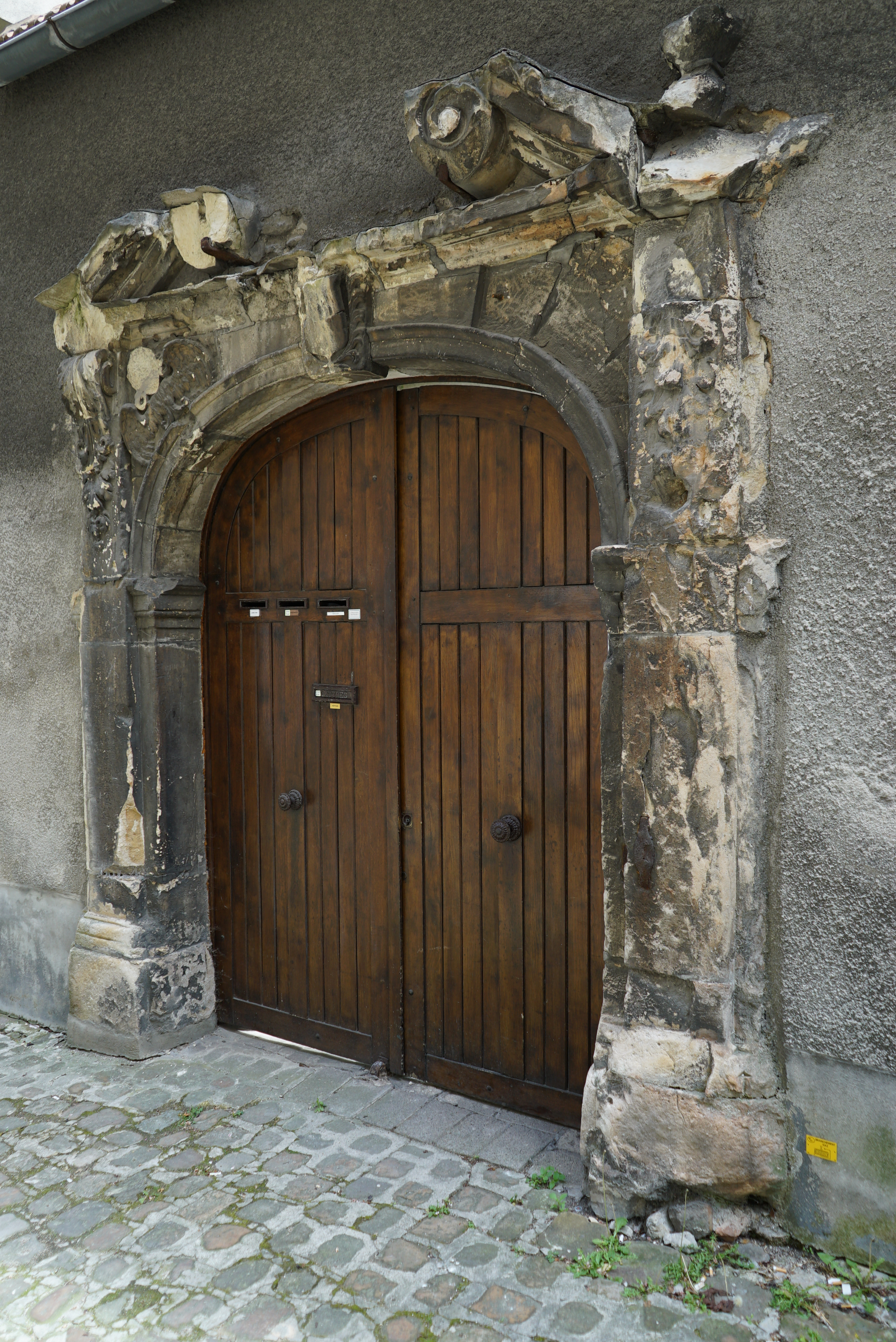
La porte de l'église Saint-Michel de Reims.